# La Vie à cinq
La Vie à cinq (Party of Five) est une série télévisée américaine en 141 épisodes de 44 minutes et un épisode de 90 minutes, créée par Christopher Keyser et Amy Lippman et diffusée entre le 12 septembre 1994 et le 3 mai 2000 sur le réseau FOX et en simultané sur le réseau Global au Canada.
En France, la série a été diffusée à partir du 16 mai 1996 sur RTL9, du 14 avril 1997[citation nécessaire] au 27 mars 1999 sur M6 puis rediffusée sur Téva, Europe 2 TV, Fun TV et à partir du 6 mars 2017 sur AB1 et début novembre 2021 sur MyTF1. Au Québec, à partir du 2 janvier 2001 sur VRAK.TV (la cinquième saison fut interrompue et la sixième saison reste inédite).
En 2018, la chaîne Freeform travaille sur une nouvelle version de la série, centrée sur la famille latino Buendia, dont les parents ont été déportés au Mexique. Brandon Larracuente, Emily Tosta, Niko Guardado et Elle Paris Legaspi ont décroché des rôles principaux. Le 5 février 2019, Freeform a commandé dix épisodes.

## Synopsis
Après la mort accidentelle de leurs parents, cinq frères et sœurs font face aux difficultés de la vie tout en essayant de rester une famille unie. Charlie, l'aîné de la fratrie, se retrouve à travailler tout en gérant les crises d'adolescence de ses frères et sœurs, mais également ses propres problèmes existentiels.

## Distribution

### Acteurs principaux
- Matthew Fox (VF : Cyrille Artaux) : Charlie Salinger
- Scott Wolf (VF : Bruno Choël) : Bailey Salinger
- Neve Campbell (VF : Aurélia Bruno) : Julia Salinger
- Lacey Chabert (VF : Dorothée Pousséo) : Claudia Salinger
- Paula Devicq (VF : Virginie Ledieu) : Kirsten Bennett Thomas Salinger
- Michael A. Goorjian (VF : Alexandre Gillet) : Justin Thompson (invité saison 1, principal ensuite)
- Jennifer Love Hewitt (VF : Sophie Arthuys) : Sarah Reeves (saisons 2 à 5)
- Jeremy London (VF : Vincent Ropion) : Griffin Holbrook (saisons 2 à 6)
- Jennifer Aspen (VF : Françoise Dasque) : Daphne Jablonsky (saisons 4 et 5)

### Acteurs récurrents
- Scott Grimes (VF : Hervé Rey) : Will McCorkle
- Tom Mason (VF : Max André) : Joe Mangus
- Alexondra Lee (VF : Barbara Tissier) : Callie Martel (saison 3)
- Ben Browder (VF : Serge Faliu) : Sam Brody (saison 3)
- Tamara Taylor (VF : Juliette Degenne) : Grace Wilcox (saison 3)
- Paige Turco (VF : Séverine Morisot) : Annie Mott (saison 4)
- Rhona Mitra (VF : Barbara Tissier) : Holly Mary Beggins (saison 6)
- Wilson Cruz (VF : Pierre Tessier) : Victor
- Mitchell Anderson (VF : Thierry Ragueneau) : Ross Werkman
- Alyson Reed (VF : Anne Jolivet) : Mme Reeves (saison 2 à 6)
- Kyle Secor (VF : Bertrand Liebert) : Evan Stilman
- Tim DeKay (VF : Gilles Laurent) : Dr Paul Thomas (saison 4)

### Invités
- James Marsden : Griffin Holbrook (saison 1, épisode 22)
- John M. Jackson : Major Holbrook (saison 2, épisode 7 - saison 3, épisode 22)
- Brooke Langton (VF : Céline Monsarrat) : Courtney (saison 2, épisodes 10, 11)
- Billy Burke : l'homme dans le club (saison 2, épisode 13)
- Ivan Sergei : Shawn (saison 2, épisode 17)
- Marla Sokoloff (VF : Charlyne Pestel) : Jody Lynch (saison 2)
- Brenda Strong (VF : Françoise Pavy) : Kathleen Isley (saison 2)
- Danny Masterson (VF : Pierre Tessier) : Matt (saison 2)
- Rider Strong : Byron (saison 3, épisodes 1 et 2)
- Breckin Meyer : Alec Brody (saison 3, épisode 9)
- Ben Browder (VF : Serge Faliu) : Sam Brody (saison 3, 10 épisodes)
- Clifton Davis : Martin Wilcox (saison 3, épisode 19)
- Andrew Keegan (VF : Emmanuel Garijo) : Reed Isley (saison 4)
- Cristine Rose : Jenny Selby (saison 4, épisodes 1 et 2)
- Jessica Lundy (VF : Emmanuèle Bondeville) : Nina DiMayo (saison 4)
- Ever Carradine (VF : Valérie Siclay) : Rosalie (saison 4, 5 épisodes)
- Adam Scott (VF : Jérôme Rebbot) : Josh Macon (saison 5, 7 épisodes)
- Kyle Secor (VF : Bertrand Liebert) : Kyle Secor (saison 6, 8 épisodes)

- Version française
  - Studio de doublage : Dubbing Brothers
  - Direction artistique : Marc de Georgi
  - Adaptation : Catherine Valduriez, Marina Raclot, Sandrine Chevalier et Amélie Morin[8]

 Source et légende : version française (VF) sur RS Doublage

## Série dérivée
La Vie à cinq fut également à l'origine d'un spin-off du titre de Sarah (Time of Your Life) dans lequel Sarah Reeves, jouée par Jennifer Love Hewitt, déménage à New York.

## Commentaire
Lors de la première apparition de Griffin, dans l'épisode 22 de la saison 1, le rôle était joué par James Marsden.

## Récompense
- Golden Globe Awards 1996 : Meilleure série dramatique[12]
- Young Artist Awards 1999 : Meilleure jeune actrice dans une série télé pour Lacey Chabert[12]
- YoungStar Awards 1995, 1997 et 1998 : Meilleur jeune actrice dans une série télé pour Lacey Chabert[12]
- Alma Awards 2000 : Meilleur acteur émergent dans une série dramatique pour Wilson Cruz[12]

## DVD
Les saisons 1 et 2 sont sorties en DVD en version française en France. Faute de ventes, les saisons 3 à 6 n’ont pas été commercialisées.